# 戈壁驼蹄瓣
戈壁驼蹄瓣（学名：Zygophyllum gobicum）是蒺藜科驼蹄瓣属的植物。分布于蒙古以及中国大陆的甘肃、新疆、内蒙古等地，生长于海拔1,500米至1,630米的地区，多生长于砾石戈壁，目前尚未由人工引种栽培。
种加名 gobicum 意为“戈壁的”。

## 别名
戈壁霸王（中国沙漠植物志）